# Hotel O'Higgins
El Hotel O'Higgins, oficialmente Panamericana Hotel O'Higgins, fue el hotel más antiguo de la ciudad de Viña del Mar en la Región de Valparaíso, Chile, contaba con 270 habitaciones. Se encuentra ubicado al frente de la Plaza Latorre, en el centro de la ciudad. Es propiedad del municipio de la ciudad y su concesión está a cargo de Panamericana Hoteles, por el periodo 2009-2011.

## Historia
El municipio de Viña comenzó su construcción en el año 1931 a cargo de los arquitectos Vicente Collovich, Fernando Silva y Arnaldo Barison, gracias a los dineros aportados por la promulgación en 1928 de la Ley Nº 4283 por el Presidente Carlos Ibáñez del Campo, que también ayudó a la construcción del Hotel Miramar y el Casino Municipal. Fue inaugurado formalmente en febrero de 1936, y desde entonces su estructura ha presentado varios cambios, como la apertura del acceso principal por la Plaza Latorre, que sustituyó a la ya existente por calle Arlegui.
El hotel se convirtió durante varias décadas en el albergue de los artistas participantes del Festival de Viña del Mar, siendo hasta 2006 el hospedaje oficial de los artistas. Luego fue desplazado por los nuevos hoteles de la ciudad como el Sheraton Miramar. En el hotel también se han realizado reuniones sociales, eventos y congresos internacionales.
Luego del terremoto de 2010, el Hotel acondicionó uno de sus salones principales para suplir las funciones del Teatro Municipal mientras se reparaba. Ese mismo año 2010 comenzó su reconstrucción, que incluye la construcción de un centro de convenciones dentro del recinto.
El 23 de febrero de 2020, en el contexto de las protestas ocurridas en Chile y el Festival de Viña del Mar, el hotel fue atacado en su fachada, lo que obligó a la evacuación del recinto y su cierre indefinido desde el día siguiente.
En medio de la pandemia de enfermedad por coronavirus, en abril de 2020 el hotel comenzó a operar como residencia sanitaria para recibir contagiados derivados del sistema de salud.
En 2022, la alcaldesa Macarena Ripamonti anunció que la Municipalidad de Viña del Mar está trabajando en la reapertura del Hotel O'Higgins, barajándose dos opciones: un modelo de gestión con apalancamiento internacional o una nueva concesión.